# Pescăruș sudic
Pescărușul sudic (Larus dominicanus), cunoscut și sub numele de pescărușul dominican, este un pescăruș care se reproduce pe coaste și insule în cea mai mare parte a emisferei sudice. Specia nominalizată L. d. dominicanus este subspecia întâlnită în America de Sud, în unele părți ale Australiei (unde se suprapune cu pescărușul de Pacific) și în Noua Zeelandă. L. d. vetula este o subspecie prezentă în jurul Africii de Sud.
Numele specific provine de la ordinul fraților dominicani, care poartă veșminte albe și negre.

## Subspecii
Există cinci subspecii de pescăruș sudic:
- Larus dominicanus dominicanus (Lichtenstein, 1823)
- Larus dominicanus vetula (Bruch, 1853)
- Larus dominicanus judithae (Jigue, 2002)
- Larus dominicanus melisandae (Jigue, 2002)
- Larus dominicanus austrinus (Fleming, 1924)

## Descriere

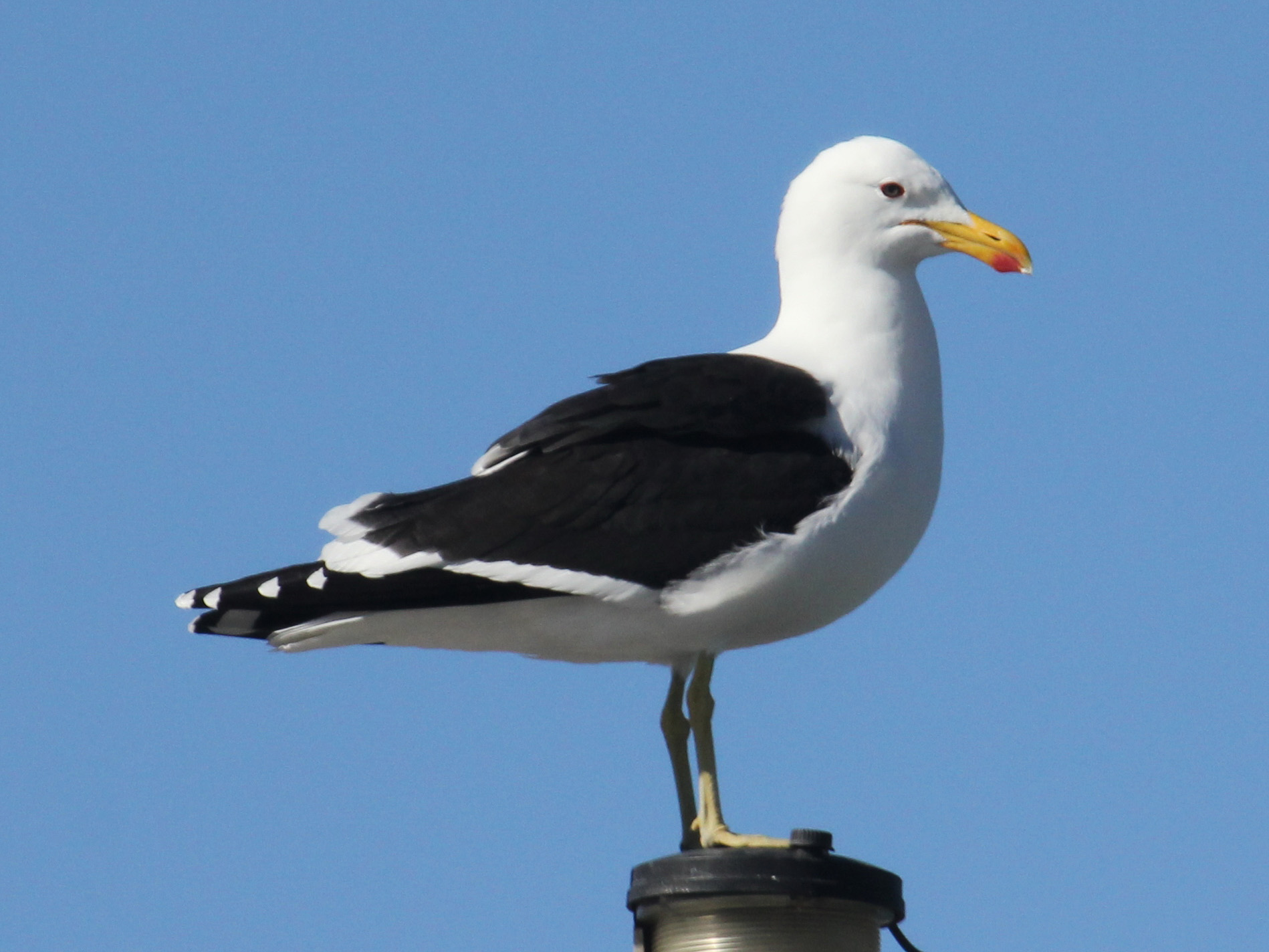
Houtbaai, Africa de Sud

Pescărușul sudic seamănă superficial cu doi pescăruși din nordul Oceanului Atlantic, pescărușul negricios și pescărușul negru, și are dimensiuni intermediare între aceste două specii. Lungimea totală a acestei specii variază între 54 și 65 cm, anvergura aripilor între 128 și 142 cm și greutatea între 540 și 1.390 g. Masculii și femelele adulte cântăresc în medie 1 kg și, respectiv, 900 g. Printre măsurătorile standard, coarda aripii este de 37,3 până la 44,8 cm, ciocul este de 4,4 până la 5,9 cm, iar tarsul este de 5,3 până la 7,5 cm. Adultul are părțile superioare și aripile negre. Capul, părțile inferioare, coada și micile „oglinzi” de la vârful aripilor sunt albe. Ciocul este galben cu o pată roșie, iar picioarele sunt galben-verzui (mai strălucitoare și mai galbene când se reproduce, mai terne și mai verzi când nu se reproduce). Strigătul este un ki-och strident. Juvenilii au picioarele terne, ciocul negru, o bandă întunecată în coadă și un penaj general gri-maroniu cu margini dens albicioase, dar capătă rapid o bază palidă a ciocului și un cap și părți inferioare în mare parte albe. Le trebuie trei sau patru ani pentru a ajunge la maturitate.

## Comportament
Pescărușii sudici sunt omnivori, la fel ca majoritatea pescărușilor Larus, și se hrănesc și caută prada mică potrivită. Ei se adună pe gropile de gunoi, iar o creștere bruscă a populației este, prin urmare, considerată un indicator al unui mediu degradat. Își folosește ciocul puternic pentru a ciuguli centimetri în jos în piele și în grăsime, lăsând adesea balenele cu răni mari deschise, dintre care unele au fost observate având jumătate de metru în diametru. Acest comportament de prădător a fost documentat în apele argentiniene.. În locurile stâncoase de pe coasta Africii de Sud, cum ar fi Boulders Beach din Cape Town, pot fi văzuți ridicând scoici și zburând în mod repetat câțiva metri și lăsându-le să cadă pe stâncile de dedesubt pentru a le sparge. De asemenea, s-a raportat că aceștia au ciugulit ochii puilor de focă pe coasta Namibiei înainte de a ataca focile oarbe în grup.
Cuibul este o adâncitură puțin adâncă pe sol, căptușită cu vegetație și pene. Femela depune de obicei 2 sau 3 ouă. Ambii părinți hrănesc puii.

## Galerie

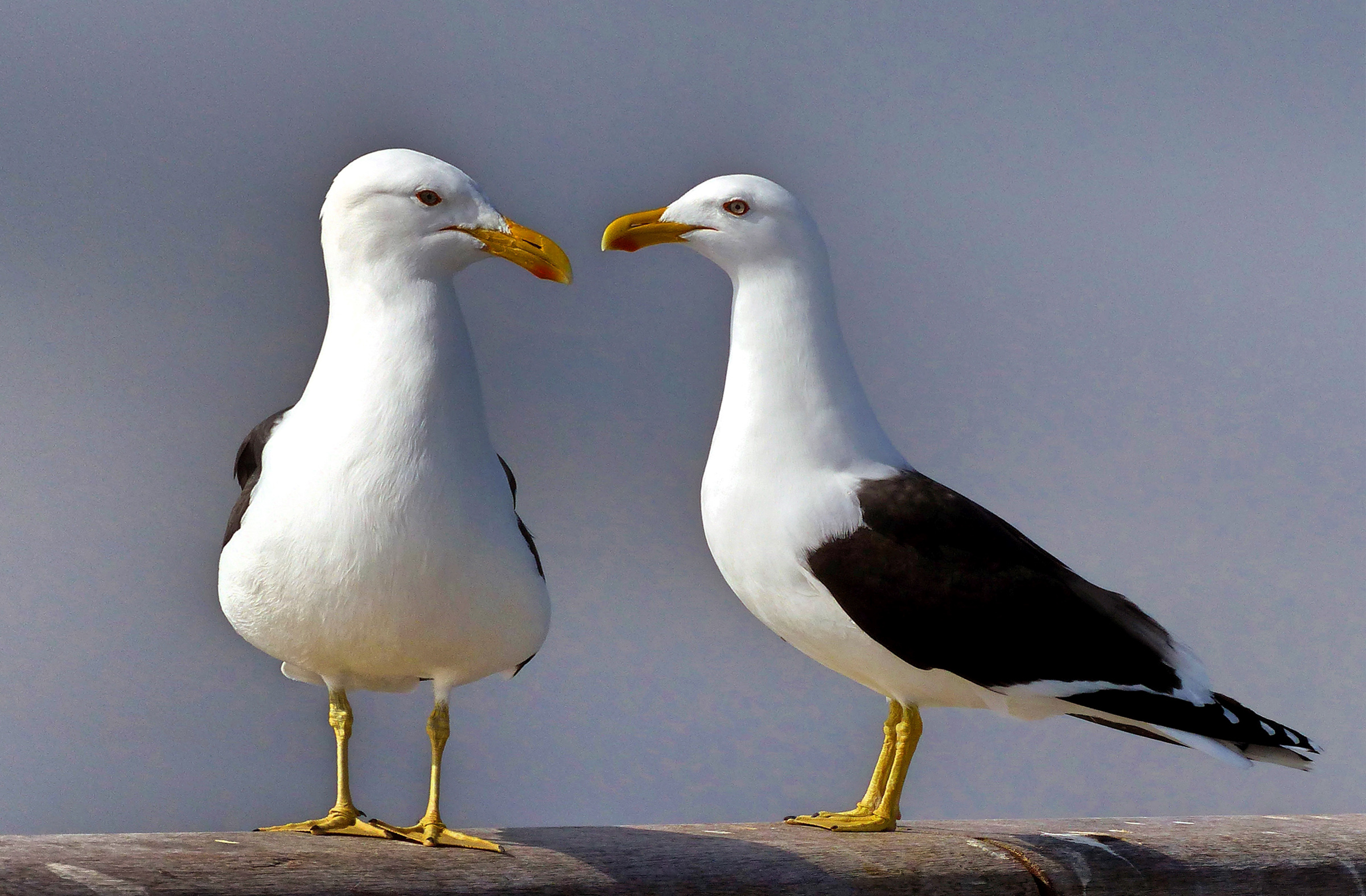
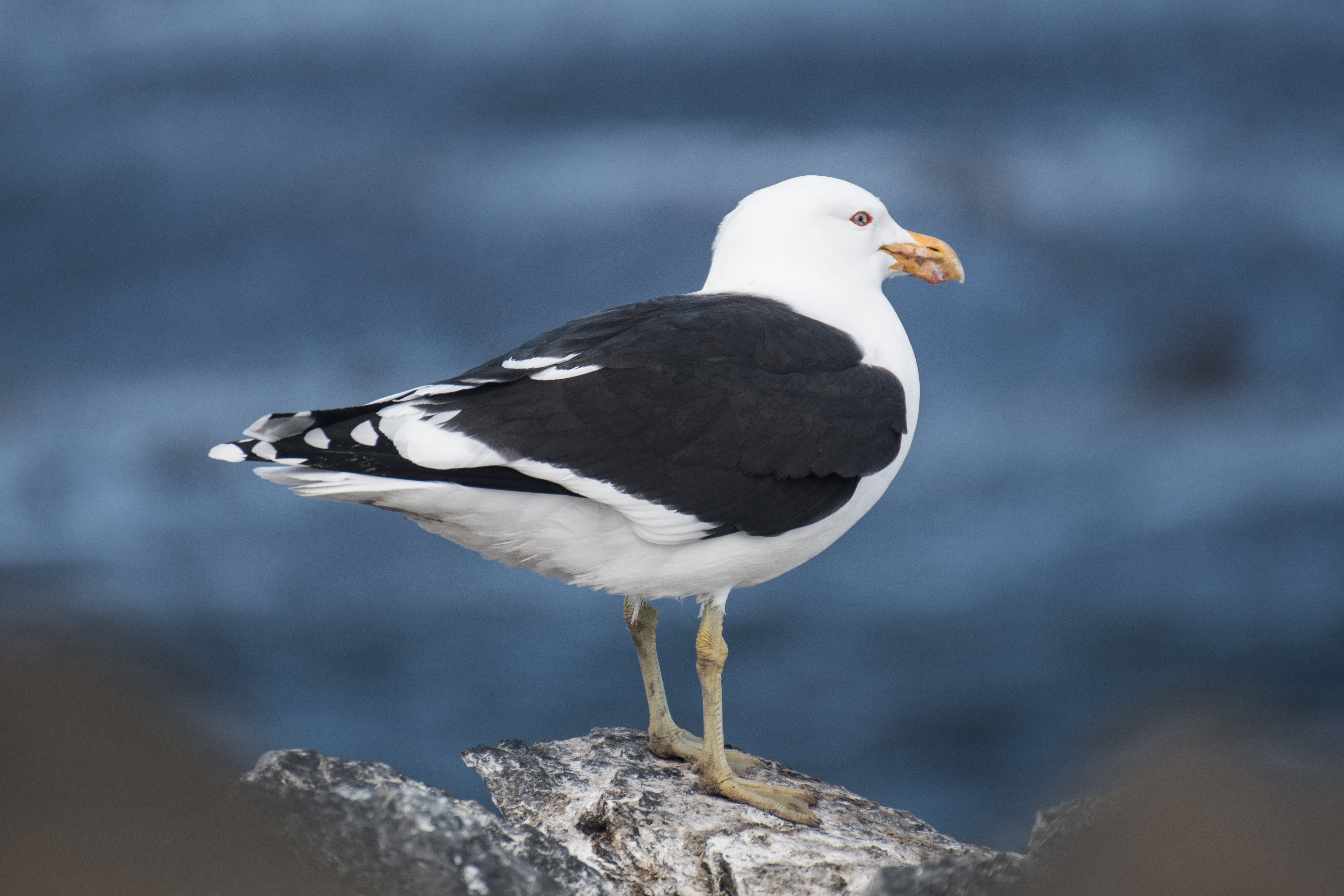
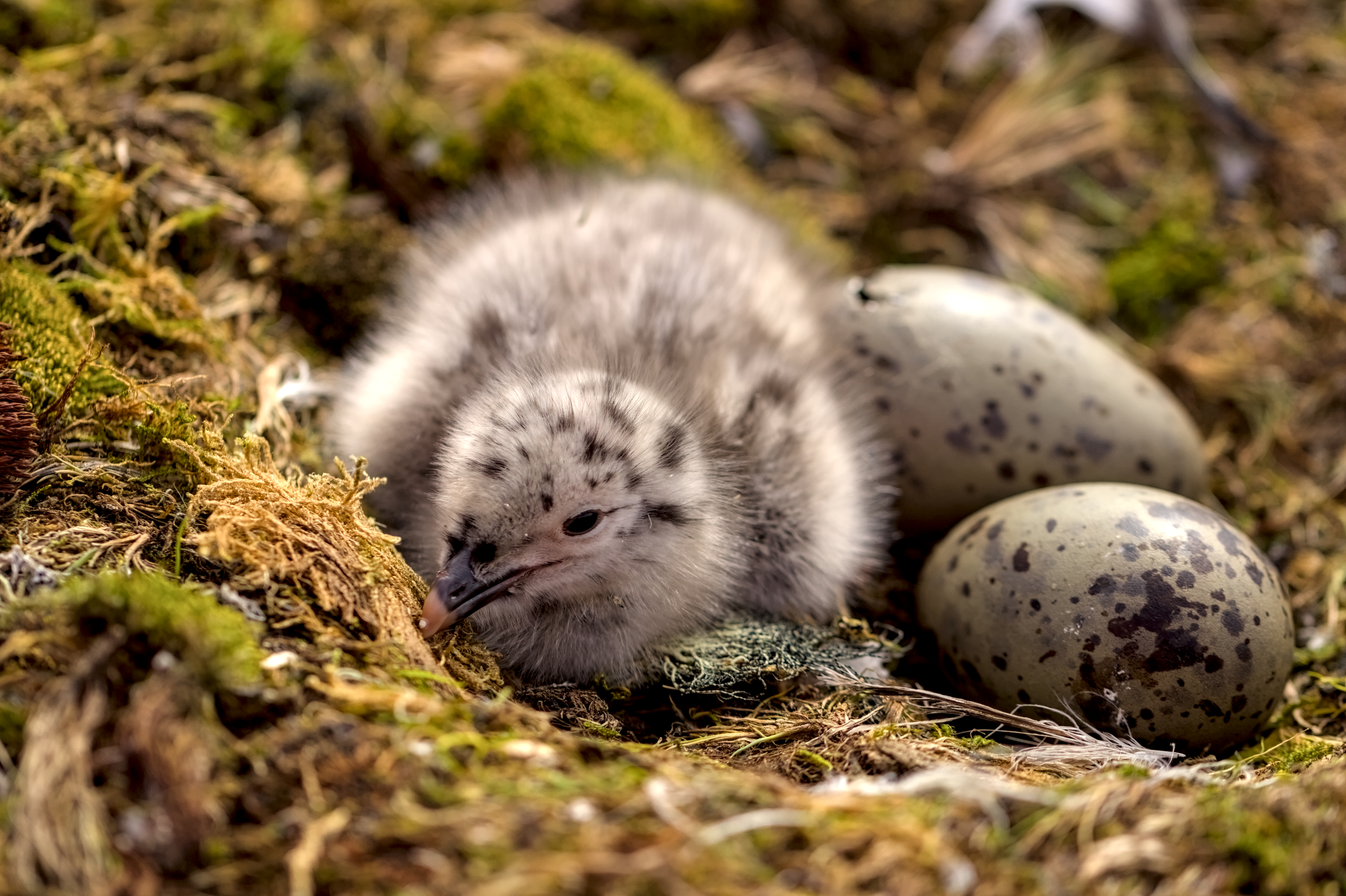
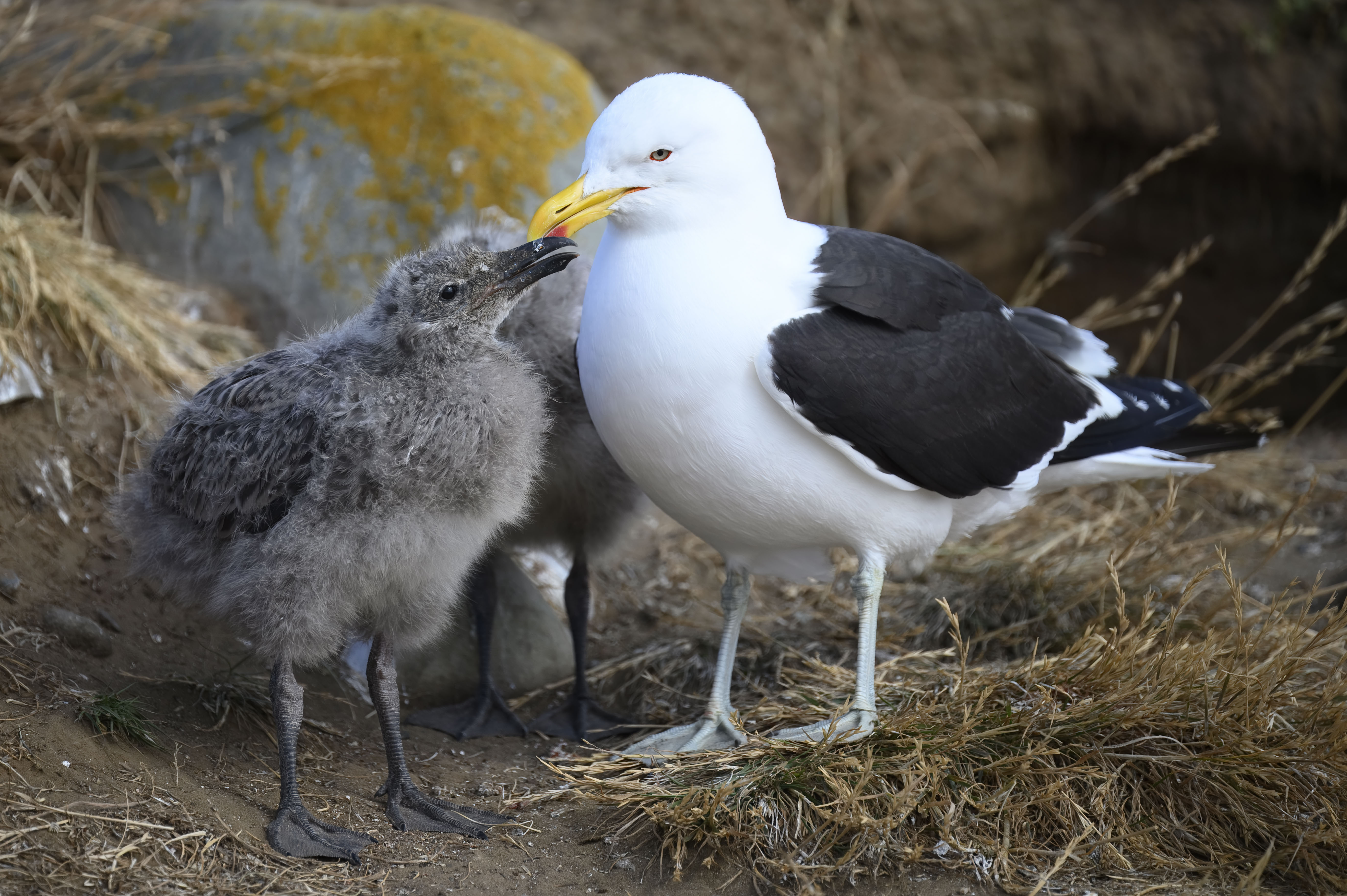
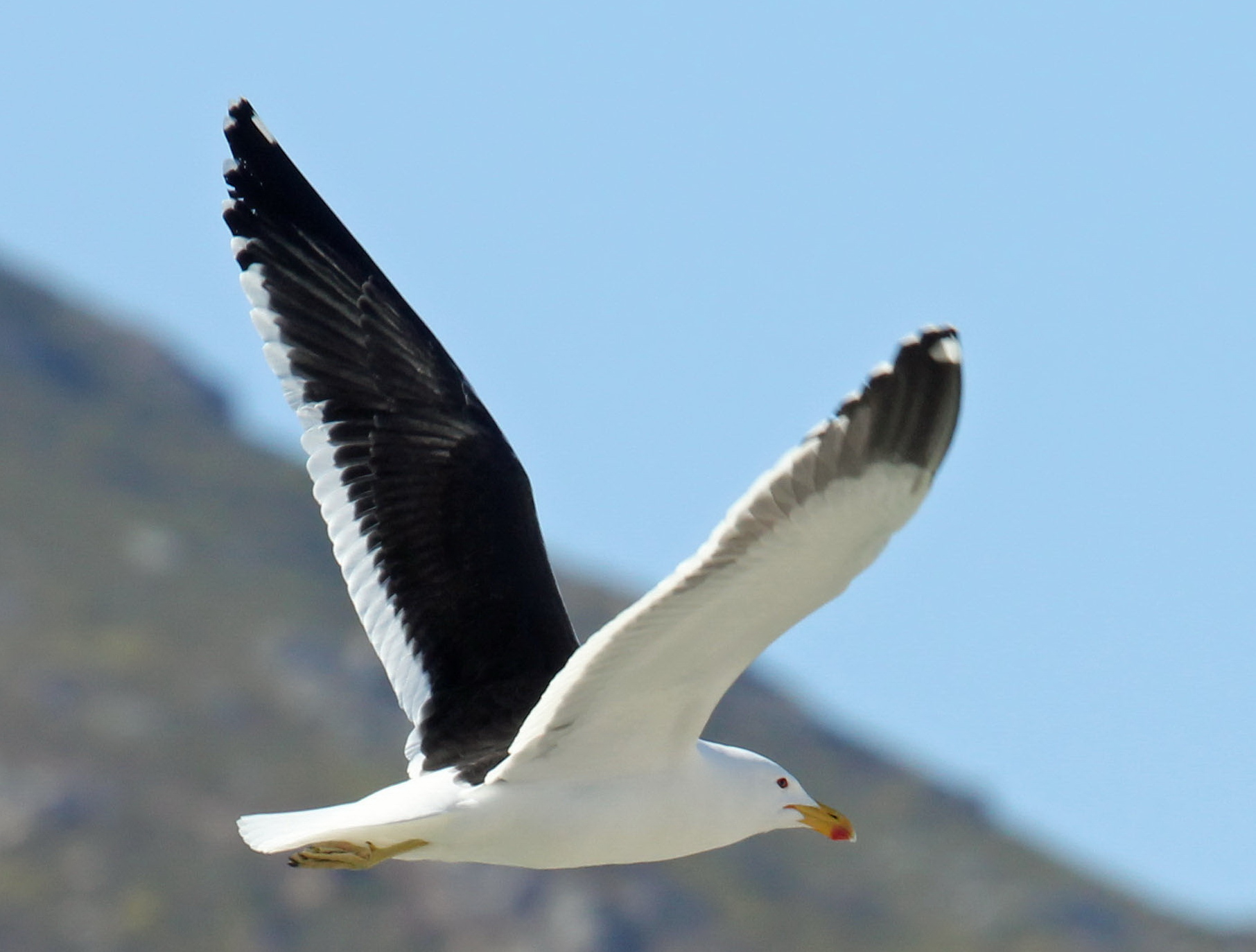
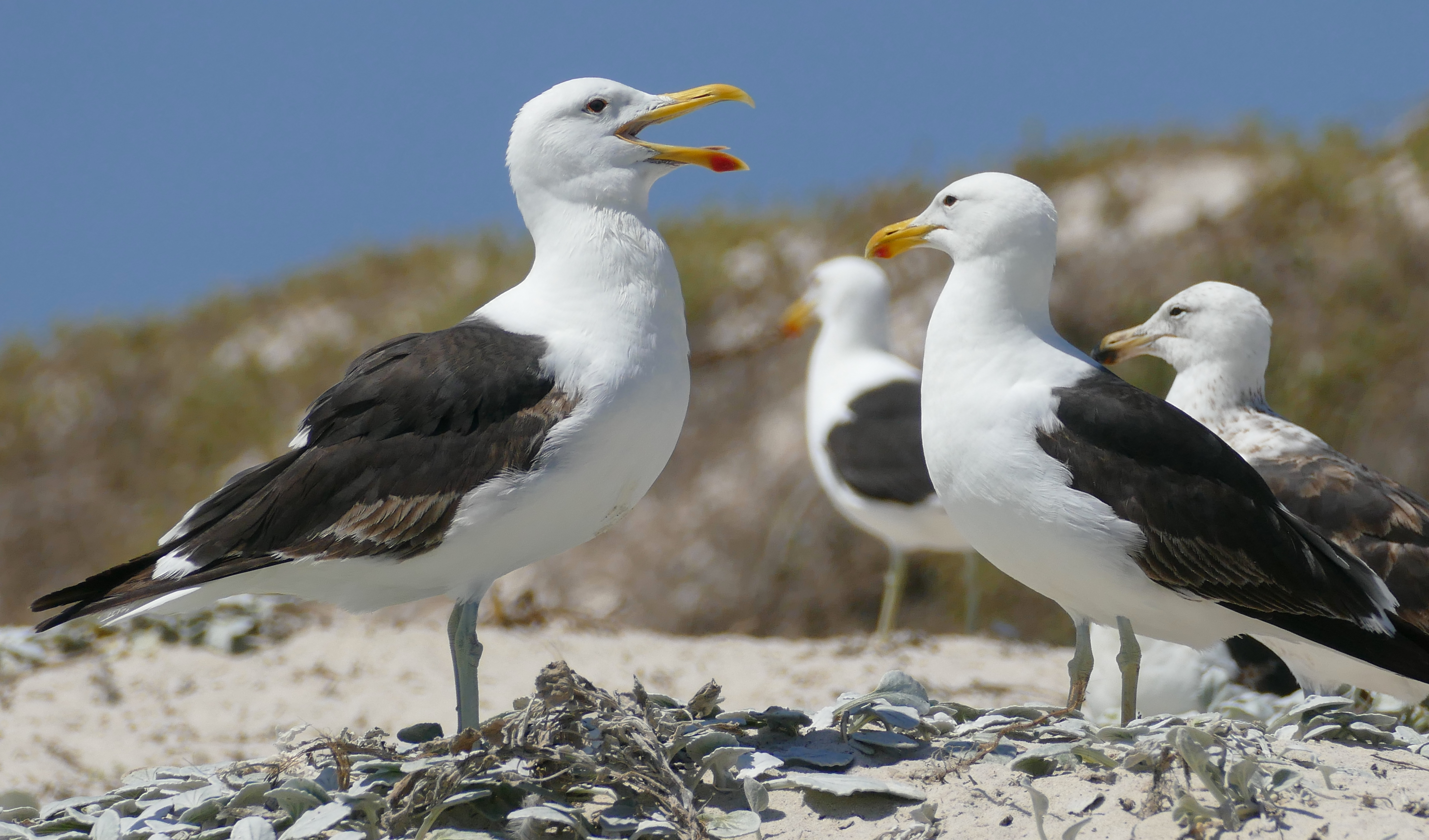